# Campionati italiani estivi di nuoto 1997
I Campionati italiani estivi di nuoto 1997 si sono svolti a San Donato Milanese, nella piscina del Centro Sportivo SNAM di Metanopoli da 50 metri tra il 7 e il 10 luglio 1997.

## Podi

### Uomini
| Evento               | Oro | Tempo    | Argento                                                                                           | Tempo    | Bronzo                                                                                      | Tempo    |
| Stile libero         | |          |                                                                                                   |          |                                                                                             |          |
| 50 m                 | Piergiorgio De Felice                                                                                   | 23"22    | Lorenzo Vismara                                                                                   | 23"29    | René Gusperti                                                                               | 23"31    |
| 100 m                | Lorenzo Vismara                                                                                         | 50"70    | Massimiliano Rosolino                                                                             | 51"27    | Alessandro Bacchi                                                                           | 51"35    |
| 200 m                | Emiliano Brembilla                                                                                      | 1'50"21  | Massimiliano Rosolino                                                                             | 1'50"56  | Paolo Ghiglione                                                                             | 1'51"88  |
| 400 m                | Emiliano Brembilla                                                                                      | 3'49"70  | Massimiliano Rosolino                                                                             | 3'54"42  | Marco Formentini                                                                            | 3'56"54  |
| 1500 m               | Marco Formentini                                                                                        | 15'29"18 | Luca Baldini                                                                                      | 15'38"70 | Fabio Venturini                                                                             | 15'41"90 |
| Dorso                | |          |                                                                                                   |          |                                                                                             |          |
| 100 m                | Emanuele Merisi                                                                                         | 56"28    | Luca Bianchin                                                                                     | 56"95    | Mirko Mazzari                                                                               | 57"87    |
| 200 m                | Emanuele Merisi                                                                                         | 1'59"88  | Stefano Battistelli                                                                               | 2'00"99  | Mirko Mazzari                                                                               | 2'01"49  |
| Rana                 | |          |                                                                                                   |          |                                                                                             |          |
| 100 m                | Domenico Fioravanti                                                                                     | 1'03"13  | Fabio Farabegoli                                                                                  | 1'04"29  | Massimo Parati                                                                              | 1'04"84  |
| 200 m                | Fabio Farabegoli                                                                                        | 2'17"67  | Domenico Fioravanti                                                                               | 2'17"80  | Davide Rummolo                                                                              | 2'18"14  |
| Farfalla             | |          |                                                                                                   |          |                                                                                             |          |
| 100 m                | Luis Alberto Laera                                                                                      | 55"57    | Dino Urgias                                                                                       | 55"79    | André Gusperti                                                                              | 55"81    |
| 200 m                | Massimiliano Eroli                                                                                      | 2'00"65  | Andrea Oriana                                                                                     | 2'02"49  | Stefano Zerbini                                                                             | 2'02"71  |
| Misti                | |          |                                                                                                   |          |                                                                                             |          |
| 200 m                | Domenico Fioravanti                                                                                     | 2'04"85  | Claudio Ciapparelli                                                                               | 2'06"90  | Alessandro Borgialli                                                                        | 2'07"07  |
| 400 m                | Stefano Battistelli                                                                                     | 4'20"92  | Massimiliano Eroli                                                                                | 4'23"06  | Moreno Gallina                                                                              | 4'28"45  |
| Staffette            | |          |                                                                                                   |          |                                                                                             |          |
| 4x100 m stile libero | Centro Sportivo Carabinieri Paolo Ghiglione Emiliano Brembilla Alessandro Bacchi Massimiliano Rosolino  | 3'27"81  | Snam Mauro Lanzoni Emanuele Merisi Simone Sozzi Dario Betti                                       | 3'28"48  | Gruppo Nuoto Fiamme Gialle René Gusperti Luca Belfiore Emanuele Bartoleschi Emanuele Idini  | 3'28"89  |
| 4x200 m stile libero | Centro Sportivo Carabinieri Paolo Ghiglione Emiliano Brembilla Davide Bicchierini Massimiliano Rosolino | 7'31"62  | Gruppo Nuoto Fiamme Gialle Moreno Gallina Emanuele Idini Emanuele Bartoleschi Stefano Battistelli | 7'35"19  | Snam Matteo Pellicciari Emanuele Merisi Alessandro Cambiati Stefano Zerbini                 | 7'39"98  |
| 4x100 m mista        | Centro Sportivo Carabinieri A Mirko Mazzari Gianluca Marconi Luis Alberto Laera Massimiliano Rosolino   | 3'47"88  | Gruppo Nuoto Fiamme Gialle B Stefano Battistelli Leonardo Cherubini Luca Belfiore Emanuele Idini  | 3'48"38  | Gruppo Nuoto Fiamme Gialle A Luca Bianchin Domenico Fioravanti André Gusperti René Gusperti | 3'48"76  |

### Donne
| Evento               | Oro                                                                                      | Tempo        | Argento               | Tempo   | Bronzo                | Tempo   |
| Stile libero         |                                                                                          |              |                       |         |                       |         |
| 50 m                 | Viviana Susin                                                                            | 26"26 - RI   | Cristina Chiuso       | 26"54   | Karina Vanni          | 26"76   |
| 100 m                | Viviana Susin                                                                            | 56"84 - RI   | Cecilia Vianini       | 57"48   | Luisa Striani         | 57"54   |
| 200 m                | Cecilia Vianini                                                                          | 2'02"89      | Anna Simoni           | 2'05"16 | Caterina Borgato      | 2'05"50 |
| 400 m                | Anna Simoni                                                                              | 4'18"65      | Viola Valli           | 4'20"46 | Cristina Bolzonello   | 4'21"72 |
| 800 m                | Anna Simoni                                                                              | 8'50"11      | Cristina Bolzonello   | 8'52"98 | Viola Valli           | 8'55"27 |
| Dorso                |                                                                                          |              |                       |         |                       |         |
| 100 m                | Francesca Bissoli                                                                        | 1'03"59      | Maria Luisa Tavernini | 1'04"87 | Federica Barsanti     | 1'05"73 |
| 200 m                | Francesca Bissoli                                                                        | 2'15"27      | Laura Porchianello    | 2'15"55 | Maria Luisa Tavernini | 2'17"92 |
| Rana                 |                                                                                          |              |                       |         |                       |         |
| 100 m                | Manuela Dalla Valle                                                                      | 1'10"17      | Federica Biscia       | 1'12"23 | Sara Farina           | 1'13"62 |
| 200 m                | Federica Biscia                                                                          | 2'32"67      | Elena Donati          | 2'34"53 | Sara Farina           | 2'38"16 |
| Farfalla             |                                                                                          |              |                       |         |                       |         |
| 100 m                | Ilaria Tocchini                                                                          | 1'00"76 - RI | Francesca Bugamelli   | 1'02"04 | Federica Biscia       | 1'03"71 |
| 200 m                | Francesca Bissoli                                                                        | 2'16"43      | Paola Cavallino       | 2'16"54 | Laura Bianzani        | 2'18"18 |
| Misti                |                                                                                          |              |                       |         |                       |         |
| 200 m                | Francesca Bissoli                                                                        | 2'18"78      | Federica Biscia       | 2'19"52 | Eva Masetti           | 2'21"97 |
| 400 m                | Francesca Bissoli                                                                        | 4'53"63      | Eva Masetti           | 4'56"38 | Laura Porchianello    | 4'57"01 |
| Staffette            |                                                                                          |              |                       |         |                       |         |
| 4x100 m stile libero | Aurelia Nuoto Cristina Chiuso Lucrezia Serrani Cavaniglia Viviana Susin                  | 3'53"88      | President Bologna     | 3'57"53 | Agip gas nuoto        | 3'59"07 |
| 4x200 m stile libero | Aurelia Nuoto Lucrezia Serrani Alessandra Baldini Simona Ricciardi Cristina Chiuso       | 8'35"82      | President Bologna     | 8'35"76 | DDS                   | 8'41"54 |
| 4x100 m mista        | President Bologna Lorenza Vigarani Eleonora Lorenzi Francesca Bugamelli Isabella Vignali | 4'22"41      | Livorno nuoto         | 4'22"58 | Aurelia Nuoto         | 4'25"47 |